# Friedrich Ebsen
Friedrich Ebsen (ur. 6 czerwca 1888, zm. 2 maja 1947 w Hameln) – zbrodniarz hitlerowski, SS-Unterscharführer, jeden z funkcjonariuszy pełniących służbę w niemieckich obozach koncentracyjnych.

## Życiorys
Członek NSDAP od 1 maja 1933. Służbę obozową rozpoczął w Sachsenhausen, następnie przeniesiono go do, kolejno: Buchenwaldu i Flossenbürga. Od lutego 1943 Ebsen pełnił służbę w kompleksie obozowym Neuengamme. Początkowo był strażnikiem w obozie głównym, następnie w lutym 1944 przydzielono go do podobozu Wittenberge. Do obozu głównego powrócił w czerwcu 1944. Wreszcie od 11 sierpnia 1944 do kwietnia 1945 był komendantem podobozu Schandelah. Miał w obozie opinię sadysty, mordował i znęcał się nad więźniami.
Po zakończeniu wojny Ebsen został osądzony przez brytyjski Trybunał Wojskowy w procesie załogi Schandelah. 3 lutego 1947 skazany został na karę śmierci. Wyrok wykonano przez powieszenie w więzieniu Hameln w początkach maja 1947.